# Nisshin (1903)
Nisshin (日進) – krążownik pancerny japońskiej cesarskiej marynarki wojennej typu Garibaldi. Jego okrętem bliźniaczym w marynarce cesarskiej był „Kasuga”. Stępkę pod budowę okrętu położono w roku 1902, wodowano go w 1903 roku, a wszedł do służby japońskiej 7 stycznia 1904 roku. Okręt ten aktywnie służył przede wszystkim w trakcie wojny japońsko-rosyjskiej (w latach 1904–1905). M.in. w październiku 1904 roku wziął aktywny udział w bitwie na Morzu Żółtym, a w maju 1905 roku w bitwie pod Cuszimą. Bez akcji bojowych służył później podczas I wojny światowej patrolując Ocean Spokojny i Morze Śródziemne. Od 1921 roku służył jako okręt obrony wybrzeża, a w 1927 roku stał się okrętem szkolnym Akademii Morskiej w Yokosuce. Wycofany ze służby został w roku 1935 i rok później zatopiony został jako okręt-cel.

## Historia
Krążowniki pancerne „Nisshin” i „Kasuga” zostały zakupione przez Japonię we włoskiej firmie Ansaldo, w związku z planowaną wojną z Rosją. Okręty te były ostatnimi zbudowanymi przedstawicielami długiej włoskiej serii typu Garibaldi, która cieszyła się sporym powodzeniem eksportowym. Projekt nie był nowy – pierwszy okręt typu został zwodowany jeszcze w 1895 roku, lecz był udany, a na kolejnych jednostkach wprowadzano ulepszenia związane z rozwojem techniki. Budowę pary ostatnich krążowników rozpoczęto na zamówienie Argentyny, złożone w 1902 roku w związku z napięciem w stosunkach z Chile. Okręty miały otrzymać nazwy „Mitra” i „Roca”, lecz przed wodowaniem zmieniono je odpowiednio na „Bernardino Rivadavia” i „Mariano Moreno”. Ponieważ oba państwa ostatecznie podpisały porozumienie o wspólnej granicy i zdecydowały ograniczyć zbrojenia morskie, Argentyna zrezygnowała jednak z zakupu budowanych okrętów. Włosi zaoferowali najpierw zakup znajdujących się w końcowym stadium budowy krążowników pancernych Rosji, jednakże w grudniu 1903 roku rosyjski sztab morski odrzucił ofertę kupna. Japonia natomiast szybko skorzystała z okazji wzmocnienia swojej floty i 29 grudnia 1903 roku zakupiła oba krążowniki pancerne za cenę 760 000 funtów szterlingów każdy (więcej o okolicznościach budowy i zakupu okrętów w artykule głównym krążowniki pancerne typu Garibaldi).
Stępkę pod budowę krążownika „Mariano Moreno” położono w maju 1902 roku, wodowano go 9 lutego 1903 roku, a wszedł do służby japońskiej pod nazwą „Nisshin” 7 stycznia 1904 roku. „Nisshin” reprezentował najrzadszy wariant uzbrojenia głównego krążowników typu Garibaldi, odmienny od „Kasugi” – 4 działa 203 mm w dwóch dwudziałowych wieżach (taki sam miał tylko argentyński „San Martin”). Artylerię pomocniczą stanowiło 14 dział 152 mm, z tego 10 w kazamatach burtowych i 4 w stanowiskach na pokładzie, osłoniętych maskami pancernymi (salwę burtową stanowiło 7 dział). Uzbrojenie uzupełniało 10 pojedynczych dział 76 mm i 6 dział 47 mm. Opancerzenie wykonane było z włoskiej stali Terni, zbliżonej technologią do stali Kruppa. „Nisshin” i „Kasuga” miały cylindryczne kotły parowe, co stanowiło krok wstecz w stosunku do nowszych okrętów, szczególnie pod względem wydłużenia czasu potrzebnego na wyjście w morze, lecz spowodowane było to chęcią Argentyńczyków ujednolicenia siłowni ze starszymi krążownikami tego typu.

## Historia służby

### Wojna japońsko-rosyjska – 1904 rok
„Nisshin” i „Kasuga” po zakupie pośpiesznie wyszły 9 stycznia 1904 roku z Genui w drogę do Japonii, z niepełnymi załogami i jeszcze nie w pełni wykończone i niegotowe do walki. W dostarczeniu krążowników pomogła Wielka Brytania, będąca sojusznikiem Japonii – dowodzili nimi w drodze do Japonii brytyjscy oficerowie, a od Port Saidu były eskortowane przez krążownik HMS „King Alfred”, w obawie przed płynącym na Daleki Wschód rosyjskim zespołem kadm. Wireniusa, z pancernikiem „Oslabia”. Sam „Nisshin” zetknął się z „Oslabią” 14 stycznia w Port Saidzie. Rosyjski dowódca w braku rozkazów nie zdecydował się jednak na prześladowanie japońskich okrętów, co według niektórych ocen mogło odroczyć wybuch wojny. 16 lutego 1904 roku, już po wybuchu wojny japońsko-rosyjskiej (9 lutego), krążowniki dotarły do Yokosuki, gdzie podjęto przyspieszone prace nad uzyskaniem przez nie gotowości bojowej.
Gotowość „Nisshin” uzyskał 11 kwietnia 1904 roku, pierwszym dowódcą został komandor Heitaro Takeuchi. Wraz z „Kasugą” okręt głównie działał w składzie 1. Dywizjonu bojowego 1. Eskadry admirała Tōgō, operującej pod Port Artur. Dywizjon ten stanowił rdzeń japońskich sił i składał się z 6 pancerników. Oba krążowniki pancerne stanowiły istotne wzmocnienie dywizjonu, zwłaszcza wobec utraty dwóch pancerników „Yashima” i „Hatsuse” na minach 15 maja. Spośród innych krążowników pancernych, do operowania wraz z pancernikami predestynowały okręty typu Garibaldi takie cechy jak względnie dobre i rozległe opancerzenie, a także nieco niższa od innych krążowników prędkość maksymalna.
Pierwszą operację krążowniki rozpoczęły 13 kwietnia, kiedy to przy wyjściu eskadry rosyjskiej z Port Artur flagowy rosyjski pancernik „Pietropawłowsk” zatonął na minie wraz z głównodowodzącym adm. S. Makarowem. Następnego dnia „Nisshin” wraz „Kasugą” ostrzeliwał przystań bazy Port Artur ogniem pośrednim zza wzgórz, przy czym według rosyjskich relacji został lekko uszkodzony pociskiem artylerii nadbrzeżnej lub pancernika „Pierieswiet” (brak potwierdzenia tego w źródłach japońskich). „Nisshin” został następnie flagowym okrętem wiceadmirała Shichiro Kataoki (dowódcy 3. Eskadry).
10 sierpnia 1904 roku „Nisshin” wziął udział w bitwie na Morzu Żółtym, operując wraz z „Kasugą” jako ostatni okręt linii bojowej z pancernikami 1. Dywizjonu (w późniejszej fazie za nim płynął jeszcze krążownik pancerny „Yakumo”). W ramach tej akcji, ostrzeliwał ostatnie okręty linii rosyjskiej, przy czym ogień obu krążowników był bardzo intensywny (razem z „Kasugą” wystrzelił 307 pocisków kalibru 203 mm, z czego ok. 2/3 powinno pochodzić z „Nisshin” z uwagi na liczbę dział). Sam został lekko uszkodzony trzema pociskami dużego kalibru i stracił 16 zabitych członków załogi, w tym 5 oficerów, a także 15 rannych. Bezpośrednio po bitwie wespół z „Kasugą” i „Asamą” patrolował pod Port Artur, dokąd powróciła flota rosyjska.
W sierpniu kutry parowe obu krążowników, wraz z kanonierkami, uczestniczyły we wsparciu prawego skrzydła wojsk walczących na lądzie pod Port Artur, a same krążowniki ostrzeliwały rosyjskie pozycje.

### Wojna japońsko-rosyjska – 1905 rok

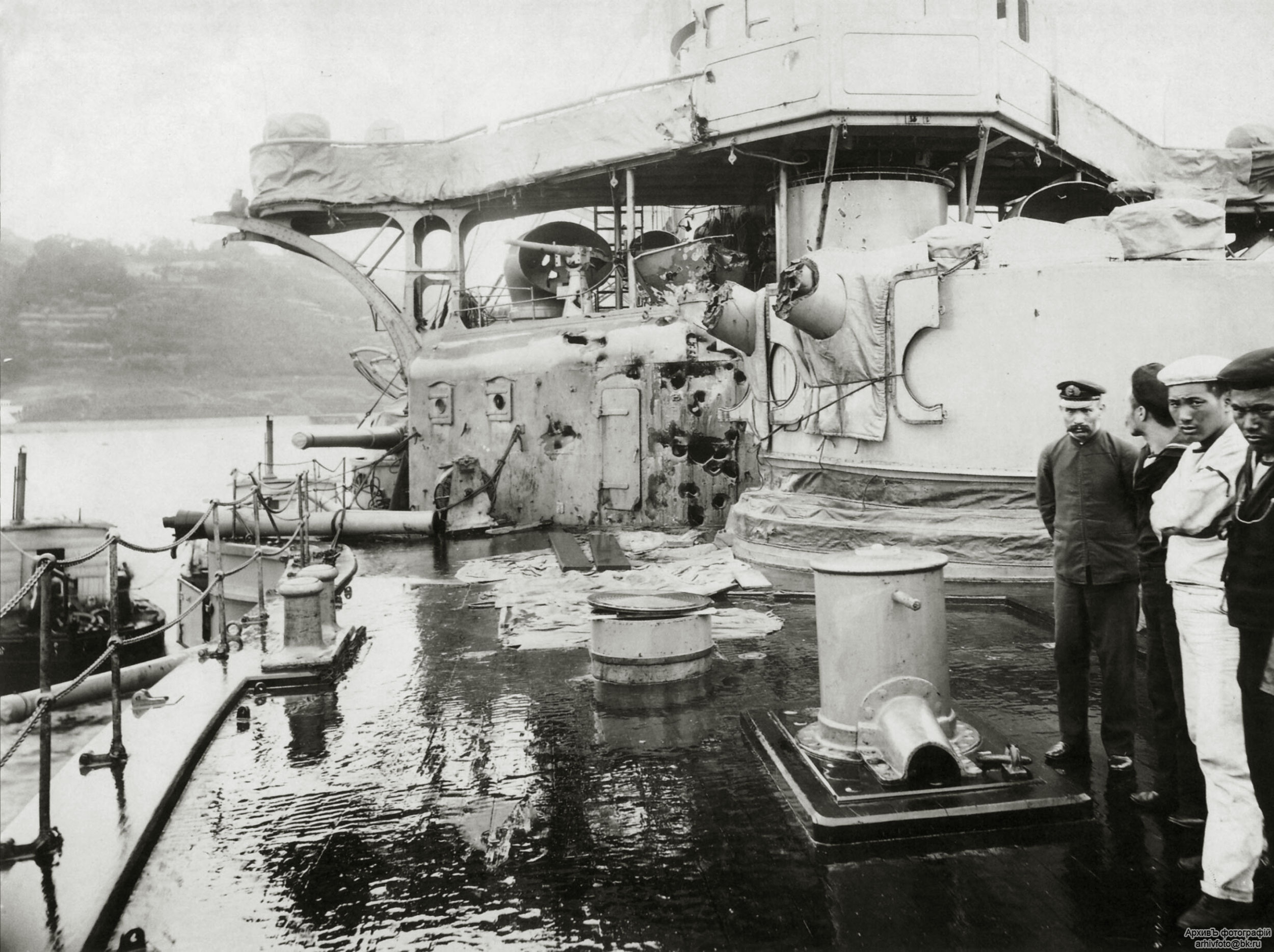
Uszkodzone działa „Nisshin” po bitwie pod Cuszimą

27 maja 1905 roku „Nisshin” w składzie 1. Dywizjonu, stanowiącego rdzeń sił japońskich, wziął udział w bitwie pod Cuszimą, ostrzeliwując intensywnie rosyjskie pancerniki i krążowniki. Między innymi, w pierwszej fazie bitwy działa krążownika ostrzeliwały pancernik „Oslabia”, zatopiony jako pierwszy. „Nisshin” był okrętem flagowym wiceadmirała Sotaro Misu – dowódcy 1. Dywizjonu i płynął jako ostatni w szyku torowym. Po zmianie kursu obu eskadr, przez pewien czas „Nisshin” był czołowym okrętem japońskiej kolumny, ściągając wówczas na siebie ogień rosyjski. Podczas bitwy wystrzelił 181 pocisków kalibru 203 mm. Sam został trafiony co najmniej 11 pociskami, w tym sześcioma 305 mm, lecz odniósł umiarkowane uszkodzenia. Jeden z pocisków przebił burtę pod wodą, ale miało to miejsce w rejonie zasobni węglowych i przecieki były niewielkie. Zniszczone zostały także ok. godz. 14.40, 17.20 i 19.00 lufy trzech z jego czterech dział kalibru 203 mm – według oficjalnej wersji japońskiej, trafieniami rosyjskimi, jednak najprawdopodobniej przyczyną były wybuchy własnych pocisków w lufie, na skutek nagrzania lub zbyt czułych zapalników. Rozbity został mostek, a odłamki innego pocisku raniły wiceadmirała Misu przez szczeliny obserwacyjne pancernego stanowiska dowodzenia (był to jedyny japoński admirał ranny w tej bitwie). Zginęło tylko 5 członków załogi, w tym jeden oficer sztabu eskadry, lecz ponad 90 odniosło rany, w tym 6 oficerów, wśród nich późniejszy admirał Isoroku Yamamoto.
Podczas reorganizacji japońskiej floty po bitwie, 14 czerwca „Nisshin” z „Kasugą”, „Yakumo” i „Azumą” przydzielono do przeformowanego 5. Dywizjonu 3. Floty wiceadmirała Shichiro Kataoki. „Nisshin” był okrętem flagowym kontradmirała Hikohachi Yamady. Do końca wojny krążowniki 5. Dywizjonu głównie patrolowały, a w lipcu-sierpniu osłaniały desant na Sachalinie.

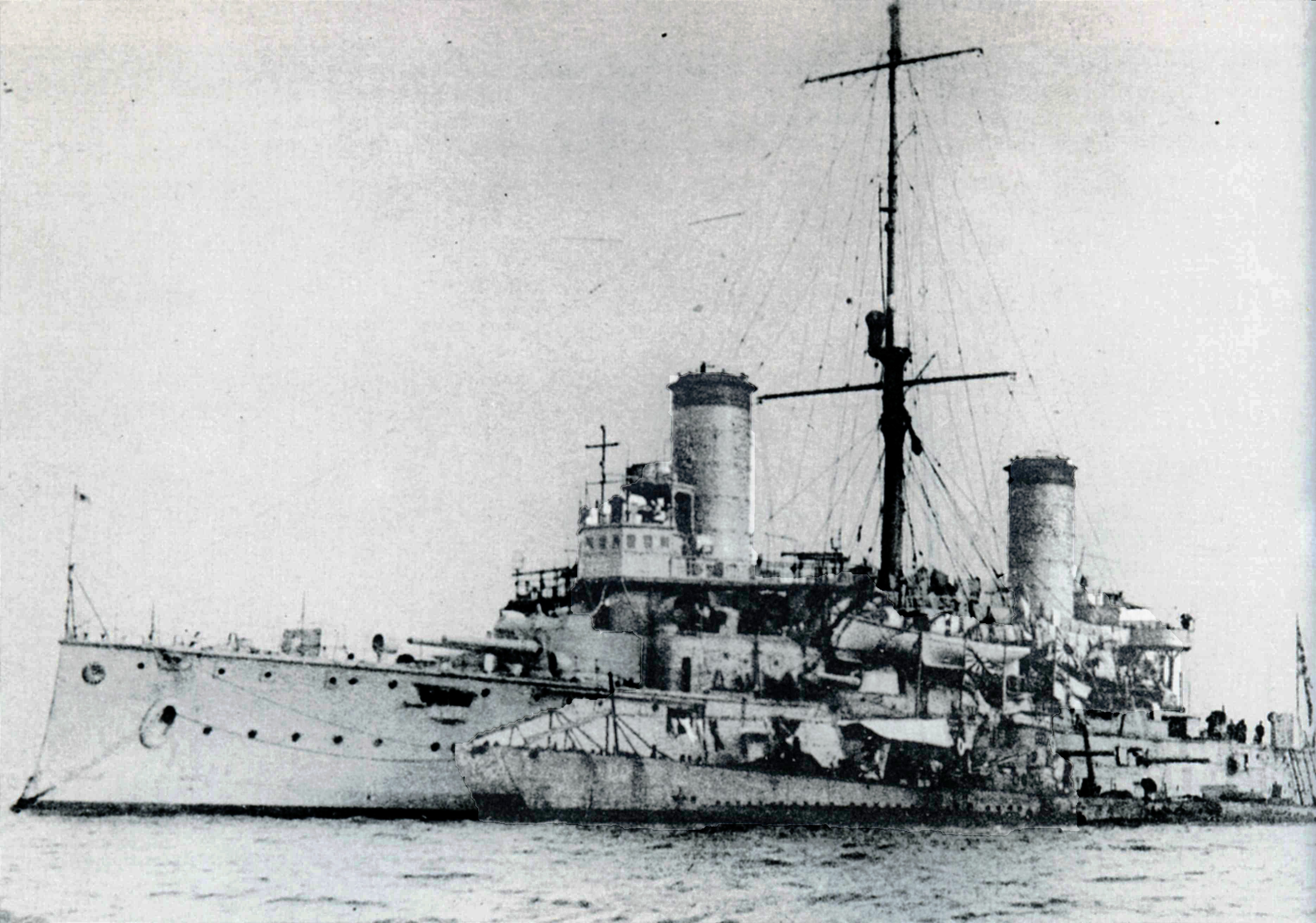
„Nisshin” na Malcie w 1919 r.

### I wojna światowa i okres międzywojenny
„Nisshin” służył w ograniczonym zakresie podczas I wojny światowej, patrolując w jej pierwszym okresie bezskutecznie na Oceanie Spokojnym w poszukiwaniu niemieckich krążowników. Od 13 grudnia 1915 roku do 13 maja 1916 roku i ponownie od 12 września do 1 grudnia 1916 roku „Nisshin” był okrętem flagowym 1. Flotylli (Eskadry) Niszczycieli 1. Floty, a od 28 marca do 13 kwietnia 1917 roku był na krótko okrętem flagowym 2. Flotylli  Niszczycieli. W 1917 roku „Nisshin” wraz z „Izumo” operował na Morzu Śródziemnym wraz z flotą brytyjską, ale bez akcji bojowych.
1 września 1921 roku „Nisshin”, podobnie jak inne krążowniki pancerne, został przeklasyfikowany na okręt obrony wybrzeża. W 1924 roku nieco zmodernizowano jego artylerię, zamieniając brytyjskie działa 152 mm na 14 japońskich dział 152 mm Typu 41 i działa 76 mm na 9 japońskich dział tego kalibru (nominalnie 8 cm), w tym jedno przeciwlotnicze. W 1927 roku został okrętem szkolnym Akademii Morskiej w Yokosuce.
Okręt wycofano ze służby 1 kwietnia 1935 roku, po czym zatopiono go w 1936 roku jako okręt-cel nr 6 (Hai Kan No. 6), podczas ćwiczeń floty japońskiej w rejonie Kure. Został następnie podniesiony w tym samym roku i złomowany.

## Dane techniczne
- wyporność[6]:
  - normalna 7698 t
  - pełna 8384 ton
- wymiary:
  - długość całkowita: 111,73 m
  - długość na linii wodnej: 108,86 m
  - długość między pionami: 104,86 m
  - szerokość: 18,71 m
  - zanurzenie: 7,4 m
- napęd: 2 pionowe 3-cylindrowe maszyny parowe potrójnego rozprężania (VTE) produkcji Ansaldo, 8 cylindrycznych kotłów parowych (4 pojedyncze i 4 podwójne), moc na próbach 14 896 KM[6], 2 śruby
- prędkość maksymalna: 20,15 w. (na próbach, realnie 18–18,5 w.[6])
- zapas paliwa: 580 t węgla (teoretycznie 650 t), maks. 1200 t
- zasięg: 4800 Mm (przy prędkości 10 w., z maksymalnym zapasem węgla)
- załoga: 550–557, w tym 26–27 oficerów[6]

Uzbrojenie:
- 4 działa 203 mm Armstrong EOC(inne języki), w wieżach na dziobie i rufie (2 × II)
  - długość lufy: L/45 (45 kalibrów), kąt podniesienia: od -5 do +30°, masa pocisku 113,4 kg, donośność: 18 000 m, szybkostrzelność ok. 2 strz./min ([7])
- 14 dział 152 mm Armstrong EOC QF (10 w kazamatach i 4 w stanowiskach na burtach)
  - długość lufy: L/40, kąt podniesienia: od -5 do +20°, masa pocisku: 45,4 kg, donośność: 9140 m, szybkostrzelność prakt. ok. 4 strz./min ([8])
- 10 dział 76 mm (12pdr) (L/40)
- 6 dział 47 mm Hotchkiss wz. 1890
- 4 nadwodne wyrzutnie torpedowe 450 mm (w burtach)

Opancerzenie (stal Terni – Kruppa):

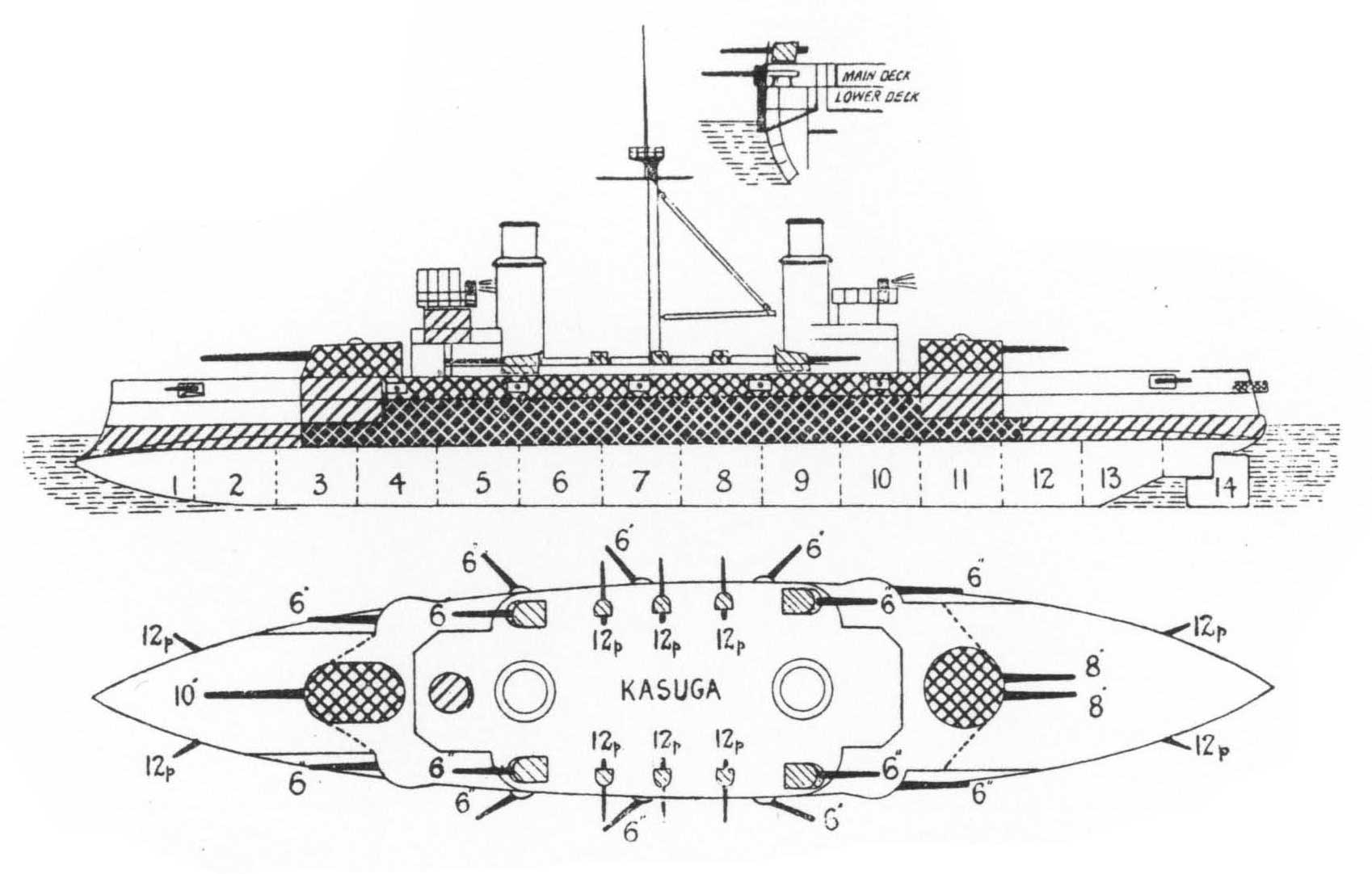
Schemat opancerzenia i uzbrojenia bliźniaczego „Kasugi” (różnica w uzbrojeniu wieży dziobowej)

- pas burtowy na całej długości linii wodnej:
  - śródokręcie: 152 mm (długość × wysokość – 55 × 3 m)[9]
  - dziób i rufa: 80 mm[10]
- górny pas burtowy oraz pancerz kazamat: 152 mm (55 × ? m)
- wewnętrzny pokład pancerny ze skosami: 22–37 mm
- górny pokład pancerny (nad cytadelą): 40 mm
- grodzie z przodu i tyłu cytadeli: 120 mm
- uzbrojenie:
  - wieże: 102 mm (150 mm według innych danych)[11]
- wieża dowodzenia(inne języki): 152 mm